# Mayor Julio D. Otaño
Mayor Julio D. Otaño, ein Distrikt im Departamento Itapúa von Paraguay, wurde am 19. Februar 1935 gegründet. Der Distrikt hat etwa 4.500 Einwohner und wird umgeben von dem Nachbardistrikt Carlos Antonio López und dem Departamento Alto Paraná.